# Euphonia mesochrysa
Eufónia-esverdeada ou gaturamo-esverdeado (Euphonia mesochrysa) é uma espécie de ave da família Fringillidae.
Pode ser encontrada nos seguintes países: Bolívia, Colômbia, Equador e Peru.
Os seus habitats naturais são: regiões subtropicais ou tropicais húmidas de alta altitude.